# Rafael Oronó
Jesús Rafael „Pantoño“ Oronó (* 30. August 1958 in Caracas, Venezuela) ist ein venezolanischer Boxer im Superfliegengewicht.

## Profikarriere
Im Jahre 1979 begann er erfolgreich seine Profikarriere. Am 2. Februar 1980, bereits in seinem 11. Fight, boxte er gegen Seung-Hoon Lee um den vakanten Weltmeistertitel des Verbandes WBC und siegte durch geteilte Punktentscheidung. Diesen Titel verteidigte er insgesamt dreimal und verlor ihn im Januar des darauffolgenden Jahres gegen Chul-Ho Kim.
Ende August 1982 errang er diesen Titel abermals, als er Chul-Ho Kim durch technischen K. o. in Runde 6 bezwang. Diesen Gürtel konnte er erneut dreimal verteidigen und verlor ihn am 27. November 1983 an Payao Poontarat durch geteilte Punktrichterentscheidung.